# Euphorbia chapmanii
Euphorbia chapmanii es una especie fanerógama perteneciente a la familia Euphorbiaceae. Es endémica de Florida en los Estados Unidos.

## Taxonomía
Euphorbia chapmanii fue descrita por Robertus Cornelis Hilarius Maria Oudejans y publicado en Phytologia 67(1): 44. 1989.
Etimología
Euphorbia: nombre genérico que deriva del médico griego del rey Juba II de Mauritania (52 a 50 a. C. - 23), Euphorbus, en su honor – o en alusión a su gran vientre –  ya que usaba médicamente Euphorbia resinifera. En 1753 Carlos Linneo asignó el nombre a todo el género.
chapmanii: epíteto otorgado en honor del botánico Alvin Wentworth Chapman (1809 - 1899), estadounidense autor de una flora del sur de los Estados Unidos.
Sinonimia
- Euphorbia nudicaulis Chapm.